# Courtney Mathewson
Courtney Lynn Kaiulani Mathewson (14 de septiembre de 1986 en Orange, California) es una deportista estadounidense. Jugó al waterpolo con la Universidad de California en Los Ángeles (UCLA) Bruins durante cuatro campeonatos consecutivos del Campeonato Nacional de Waterpolo Femenino NCAA, antes de ser promocionada al primer equipo All-Tournament. En la UCLA, estudió sociología.
Se unió a otras Bruins, como Sean Kern, Coralie Simmons, Natalie Golda, y Kelly Rulon, como ganadoras del Premio Pedro J. Cutino. Mathewson también fue nombrada en la primera división como Jugador del Año por la Asociación de Entrenadores de Waterpolo de las Universidades (ACWPC).